# Desa Sukajaya (administrativ by i Indonesien, Jawa Barat, lat -6,90, long 107,90)
Desa Sukajaya är en administrativ by i Indonesien.   Den ligger i provinsen Jawa Barat, i den västra delen av landet, 140 km sydost om huvudstaden Jakarta.